# Lisnalurg
Lisnalurg (irisch Lios na Lorg) ist ein neolithisches Henge [hɛndʒ] (auch Henge Monument) auf einem Hügel mit Blick auf die Coolrea-Halbinsel, nördlich von Sligo im County Sligo in Irland.
Das auf Luftbildern deutlich erkennbare Henge liegt westlich der Straße N15 zwischen Sligo und Drumcliff. Lisnalurg ist eines der größten Denkmäler in der Grafschaft. Der äußere Erdring hat einen Durchmesser von etwa 150 Metern und ist 25 Meter breit und 6,0 Meter hoch. Darin befindet sich der innere Ring mit einem Durchmesser von 75 Metern und einer Breite von 11 Metern. Der Graben zwischen den Ringen ist meist mit Wasser gefüllt was dem Henge seinen Beinamen „Fort of the Hollow“ eingetragen hat. Das Henge stammt von 2500 bis 1800 v. Chr. und ist rund 5000 Jahre alt.

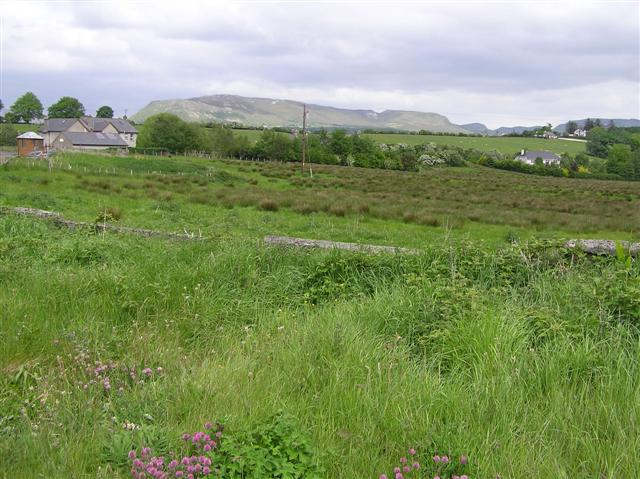
Lisnalurg

In der Nähe liegt das Knocklane Promontory Fort.